# Euchlora hirsuta
Espèce
Euchlora hirsuta est une espèce de plantes à fleurs dicotylédones de la famille des Fabaceae, sous-famille des Faboideae, originaire d'Afrique du Sud. C'est l'unique espèce acceptée du genre Euchlora (genre monotypique).